# Przyborzyce
Przyborzyce (kaszub. Przëbòrzëce) – przysiółek wsi Świątkowo w Polsce, położony w województwie pomorskim, w powiecie bytowskim, w gminie Bytów. Wchodzi w skład sołectwa Świątkowo.
W latach 1975–1998 przysiółek położony był w województwie słupskim.